# UL (인증 기관)

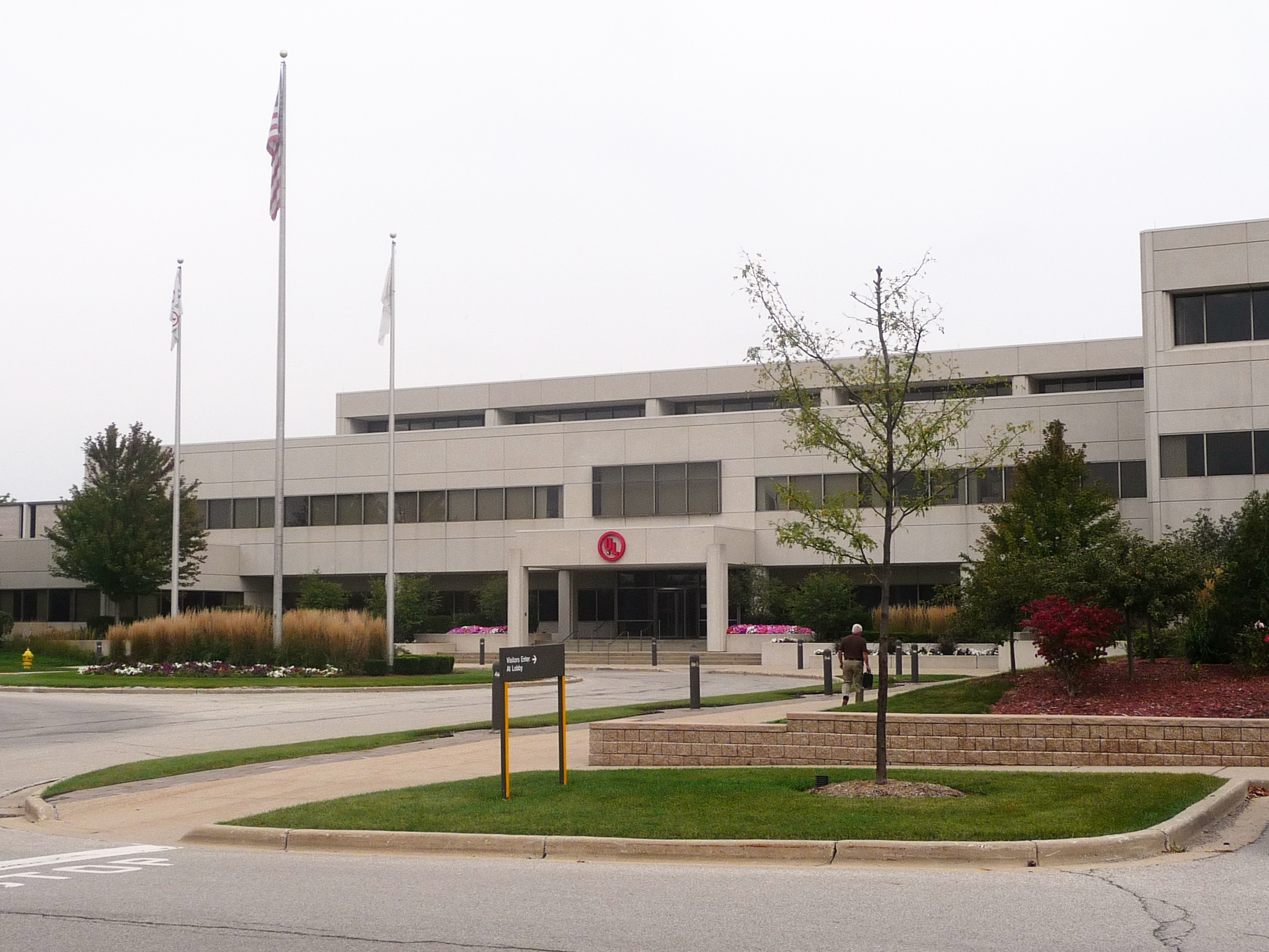

UL은 미국 일리노이주 노스 브룩에 본거지를 두고 있는 미국 최초의 안전 규격 개발 기관이자 인증 회사이다. UL은 글로벌 안전 과학 회사로서, 제품 안전 시험 및 인증 발행, 환경 시험, 제품 성능 시험, 헬스 케어 및 의료기기 인증 발행, 교육 및 세미나 등의 서비스를 제공하고 있다. UL 제품 성능 시험에 합격한 제품은 UL 인증 마크의 사용이 허가된다.
UL 인증이 시험을 통과한 제품의 품질을 보증하는 것은 아니다. 시험 대상 제품 중 임의의 샘플을 평가해 안전 규격을 만족한 것에 대해 합격을 나타내는 인증 마크를 표시하는 인가를 주고 있다. UL은 인증 마크를 발행한 리스트를 관리하고 이용자들에게 제공하여 재료나 제품 등의 검사 이력을 알리는 역할을 하고 있다

## 역사
UL 설립의 역사는 1893년으로 거슬러 올라간다. 이 해 개최된 시카고 세계 박람회에 토머스 에디슨이 발명한 전구가 다량으로 사용되었는데, 빈번한 대형 화재 발생으로 전기사용의 안전성 확증에 대한 필요성이 대두됐다. 보험회사 소속으로 현장에 파견되었던 전기 조사원 윌리엄 헨리 메릴(William H. Merrill)은 관련 깊은 관심을 갖고 이듬해 1894년, 델라웨어주법에 준거하여 Underwriter’s Electrical Bureau 라는 이름의 전기 안전 회사를 설립한다. 회사는, 전기제품 사고 방지를 목적으로 한 검사의 항목과 시험 방법 등을 미국 최초로 주정부 정책에 반영하고, 다양한 전기 사용 제품에 실시하기 시작한다. 그리고 1901년, 회사명을 Underwriters Laboratories 로 변경하였다. 이후, 자치단체와 주정부에서의 영향력을 넘어 미국 내 최고의 안전 규격 개발 기관으로 성장하였고, 전자정보통신기기와 의료기기, 신재생 에너지 소재 기기 등 다양한 제품군의 공공 인증 분야로 사업 영역을 넓히고 있다. 현재 미국 전용 수출 원료나 제품을 제조, 판매하는 나라나 기업은 UL 인증 사전 취득을 의무로 한다. 현재 UL은 전세계 131개국에서 UL 시험소를 운영하고 있다.

## 대상
정보 통신기기, 의료기기 및 LED, 태양광, 풍력 등 신재생 에너지 관련 제품, 오디오, 비디오 기기, 냉•온풍기 및 냉동 기기, 전기 조리기기, PWB, 플라스틱, 전선 및 케이블, 방폭 장비 등에 UL 제품안전 시험 실시 및 인증(Conformity Assessment Service)을 발행 제공하고 있다. 또한, 사후 관리(Follow-Up Service) 차원에서 UL인증을 획득한 제품이 UL규격에 맞게 지속적으로 생산되고 있는지, UL검사원의 검증, 제품 일반 시험 및 검사(CITS)를 지속 실시하며, CB Scheme, CE Marking, DENAN, NOM, Argentine S 등의 국제 인증을 지원한다. 또한, UL Environment의 환경 인증, UL Verification Service의 제품 성능 시험, UL Life & Health Service의 헬스 케어 및 의료기기 인증 등 분야별 세분화된 서비스를 제공하고 있으며, UL Knowledge의 교육 및 세미나 실시 및 기타 EVS, EPH, EMC, NEBS testing 등도 지원하고 있다.

## UL 인증

### 신청
UL 인증을 신청한 개인 및 단체는 UL을 통한 인증 평가를 받을 수 있다. 신청자(Applicant)는 제조자(Manufacturer) 정보와 함께 제품 또는 제품의 규정 샘플을 제출하여 실제 평가를 받는다. 또한 UL CAP (Certificated Agency Program 또는 Client Agent Program)이라는 제도에 의거, UL 로부터 인증을 얻은 시험 기관이 대리로 평가를 실시할 수도 있다. UL 인증을 받은 제조자가 하나 이상의 공장을 가지고 있거나, 새로운 공장이 신설되는 경우에는 각각의 공장을 대상으로 재인증을 신청해 평가를 받는 과정을 거쳐야 한다.

### 리스트
UL (또는 UL CAP)은 규정 시험을 실시하여 합격한 제품에 한해 UL 인증 마크 표시를 인가하고 ‘UL 리스트’에 기재한다. UL 리스트에는, 숫자와 알파벳 56 자리수로 표기되는 등록자 코드(File Number), UL 리스트 코드, 그리고 연번이 표기되며, 동일한 제품이더라도 각 시험마다 합격 여부를 알 수 있다. UL 리스트는 ‘옐로 북(Yellow Book)’이라고도 하며, UL 규격집 또는 UL의 홈 페이지에서 열람할 수 있다.

### UL 마크
UL 인증을 받은 제품을 나타내는 것으로, 규정된 시험에 합격한 제품에 한해 UL 마크를 부착할 수 있다. UL 마크는 제품 본체나 그 포장에 직접 부착할 수 있고, 심지어 광고나 카탈로그, 팜플렛 또는 홈페이지 등에 게시함으로써 판매 촉진 자료로도 활용할 수 있다.

### 종류
• 리스팅 서비스(Listing Service) : 최종 소비 제품 대상으로 발행되는 인증으로, 임의의 샘플을 테스트하여 합격한 제품에 사용이 인가된다.
• 부품승인 서비스(Component Recognition Service) : 부품이나 재료 등을 대상으로 발행되는 인증이다. 다만, 이 인증은 최종 소비자가 아닌 공장 등을 대상으로 한 인증으로, 부품 승인을 받은 부품으로만 제조한 완제품이라고 해도, 자동으로 리스팅 인증을 받게 되는 것은 아니다.
• 클래스 분류 서비스(Classification Service) : 특수한 안전 조건이나 성능, 또는 별도 규격 등에 부합여부를 측정하는 인증으로, 일부 건축물 및 방화용 제품 등을 대상으로 한다.
• 인증서 서비스 (Certificate Service) : 옥외 등 특정 장소에서 사용되는 제품을 대상으로 발행하는 인증으로, 제조자 또한 설치자가 UL의 기준에 부합하는 제조 또는 설치 시공 능력을 가졌다고 판단될 시 사용이 인가된다.

## 같이 보기
- 한국 산업 규격(KS)

## 웹사이트
- 공식 웹사이트 	https://web.archive.org/web/20131111092941/http://www.ul.com/korea/kor/pages/